# Partit Progressista (Japó, 1896)
El Partit Progressista (進歩党, Shinpo-tō) fou un partit polític del Japó actiu a mitjans de l'era Meiji.
El Partit Progressista fou creat per Shigenobu Ōkuma el març de 1896 fruit de la unió entre el Partit Reformista Constitucional, el Partit Innovador Constitucional, el Partit Progressista de Chūgoku i fins a quatre formacions polítiques més, aquestes darreres d'escassa importància. La intenció era fer del nou partit un grup al voltant d'Ōkuma d'oposició al govern de Hirobumi Itō i al Partit Liberal, el principal adversari polític de semblant ideologia. No obstant això, cap a mitjans de 1898, el Partit Progressista es fussionarà amb el Partit Liberal per a crear el Partit Constitucional.

## Resultats electorals
| Any      | Líder           | Escons    | Govern   |
| -------- | --------------- | --------- | -------- |
| 1898 (I) | Ōkuma Shigenobu | 105 / 300 | Coalició |